# Haller (Fluss)

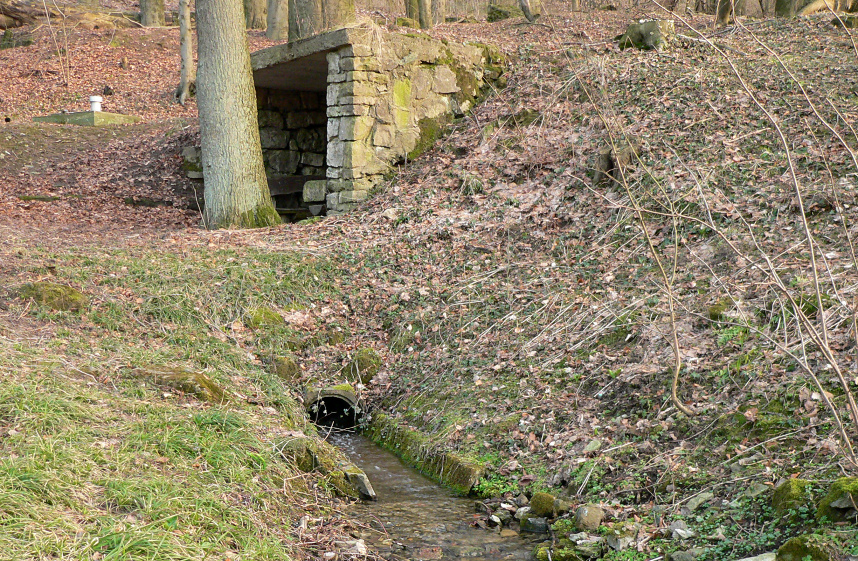
Hallerquelle in der Deisterpforte

Die Haller ist ein 21 km langer orografisch linksseitiger beziehungsweise westlicher Nebenfluss der Leine in der Region Hannover und im Landkreis Hildesheim, Niedersachsen, Deutschland.

## Etymologie
Schreibung: Helere (10.–11. Jahrhundert) Um das Jahr 1000 wurde der Standort der Karstquellen in der Deisterpforte in einer Grenzbeschreibung des Bistums Hildesheim unter dem Namen Helereisprig erwähnt. Die Haller bildet die Grenze zwischen dem Bistum Hildesheim im Süden und dem Bistum Minden im Norden. Der Standort der Karstquellen hieß 1631 Hallerbrunn, 1783 Haller Brunn, 1896 Hallerbrunn und 1950 Hallerbrunnen. Von den Hallerquellen erhielt die Stadt Springe ihren Namen: bis in das 18. Jahrhundert wurde sie Hallerspring genannt. Hans Heinrich Seedorf vermutet, "dass Haller soviel wie ein geräuschvoll fließender Bach bedeutet." Albrecht Greule hingegen sieht einen Zusammenhang mit dem althochdeutschen Wort hala für 'Schutz, Umhüllung, Hülse' und vermutet, dass sich der Name ursprünglich auf das Tal der Heller bezog.

## Geografie
Die beiden Quellen der Haller sind an der Deisterpforte am Raher Berg in dem Flurstück Am Spielbrink auf der Höhe 123,2 m ü. NN in einer Wassergewinnungsanlage der Wasserversorgungsgesellschaft Avacon Wasser erschlossen; die Avacon Wasser ist ein Beteiligungsunternehmen der E.ON Avacon. Die Hallerbrunnen fördern Quellwasser aus dem zum Teil verkarsteten Korallenoolith des Malm, das durch Zuflüsse aus den rund 15 m mächtigen quartären Lockergesteinen ergänzt wird. Das geförderte Wasser ist leicht alkalisch, hart und weist erhöhte Karbonathärte auf. Die Quellen werden für die Trinkwasserversorgung der Stadt Springe genutzt; ihre Schüttung beträgt etwa 0,5 Millionen m³ pro Jahr. Weitere in der Nähe gebaute Brunnen beeinflussen zeitweise die Quellschüttung, weil sie ebenfalls Wasser aus dem Grundwasserkörper des Korallenoolith entnehmen. Das Einzugsgebiet der Quellen und Brunnen erstreckt sich etwa 3 km nach Südosten in den Kleinen Deister. Der frühere Quellsee ist verschwunden, auch die Quellen sind nicht mehr sichtbar. Aus den beiden Brunnenanlagen wird jeweils nur etwas Wasser aus einem Rohr in das ehemalige Bett der Haller eingeleitet.
In der zweiten Hälfte des 18. Jahrhunderts gab es rings um die Hallerquelle einen kunstvoll gestalteten Landschafts- und Ausflugsgarten, den der damalige Amtsmann F. Bussmann angelegt hatte. An ihn erinnert ein behauener Kalkstein mit der Inschrift "SP. D. 14. Juni 1770. F. B.", der laut Udo Mierau einen stilisierten Baum und mehrere Vertiefungen zeigt, die in einer Sage als Pferde- und Menschenfuß des Teufels gedeutet werden. Die Schrift ist stark verwittert, da der Stein dem Fließwasser am Hang, dem Regen und dem Frost ausgesetzt ist. Der "stilisierte Baum" kann auch als Pfeil gedeutet werden, der zur Hallerquelle zeigt. Dieser behauene Kalkstein liegt nahe der Hallerquellen im Hang unterhalb der Straße, an der das Wasserwerk steht.
Die ätiologische Erzählung vom Teufelsstein versucht die beiden Vertiefungen zu deuten, die unten auf dem Kalkstein zu sehen sind. Sie erzählt, dass der Springer Bürgermeister an der Hallerquelle in einen Streit mit dem Teufel geraten war: Da war es dann soweit gekommen, dass beide handgreiflich wurden und der Bürgermeister den Teufel mit beiden Händen in der Hüfte packte, ihn hochhob und mit solcher Gewalt auf einen Stein schmetterte, dass beide Füße des Teufels hineindrangen. Deshalb kann man die tiefen Eindrücke der beiden Teufelsfüße dort heute noch sehen, auf einer Stelle einen Menschenfuß, auf der anderen einen Pferdehuf, und darum trägt die Steinplatte bis heute den Namen "Teufelsstein".
Die Haller fließt durch Springe und an den Orten Alvesrode, Mittelrode, Hallerburg und Adensen vorbei und mündet in der Gemarkung Wülfingen in die Leine. Sie sammelt das Wasser des östlichen Deisters, des nördlichen Kleinen Deisters und des nördlichen Osterwaldes. Ein Klärwerk der Stadt Springe steht in der Feldmark von Alferde und führt dort das geklärte Wasser in die Haller ein.

## Geologie

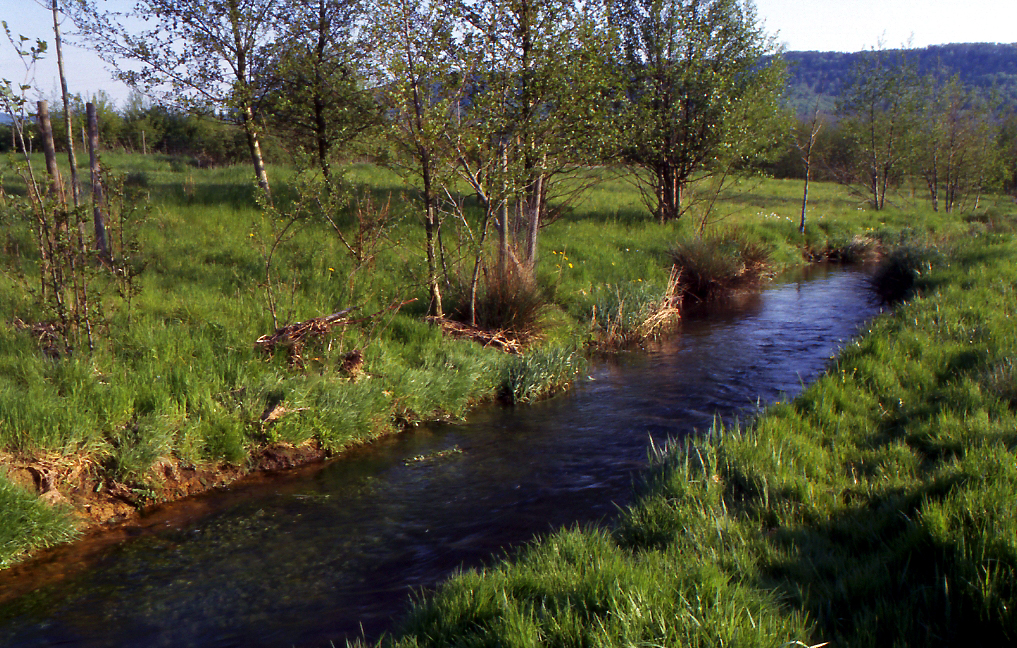
Renaturierter Flusslauf der Haller an der Kaiserallee in Springe

Das Hallertal war ursprünglich ein breites Durchbruchstal der Weser. Die Deisterpforte eröffnete der Weser damals den Weg zur Leine, denn das Hallertal wurde in einem Zeitraum von anderthalb Millionen Jahren von der Weser durchflossen, bis es vor 400.000 Jahren in der Elsterkaltzeit so sehr von Eismassen bedeckt wurde, dass die Weser sich einen anderen Weg in Richtung Norddeutsches Tiefland suchen musste. Das Festgestein unterhalb des Hallertales entstand im Mittleren und Unteren Jura. Es wurde durch den Weserlauf an der Deisterpforte bis zur Höhe von 75 m ü. NN und vor der Mündung in die Leine bis zur Höhe von 70 m ü. NN abgetragen.
Im Osten des Hallertales wurde das Festgestein des Jura durch die Limberg-Überschiebung durchschnitten, bei der Schichten der Trias, die auf Schichten des Oberen Buntsandsteins wurzeln, auf die Schichten des Jura aufgeschoben worden sind. Die aufragenden Schichten von Unterem Muschelkalk, Mittlerem Muschelkalk, Oberem Muschelkalk, Mittlerem Keuper, Oberem Keuper und Oberem Buntsandstein bilden zwischen Bennigsen und Hallerburg die Höhenzüge Limberg, Haarberg, Abraham und Hallerburger Holz, zwischen Alferde und Mehle die Berge Finie mit Steinbank (auch Steinbrink genannt) und Limberg und nördlich von Elze den Teufelsberg und den Burgberg unter der Poppenburg. Zusätzlich finden sich aufragende Schichten vom Unteren Buntsandstein und Unteren Muschelkalk am Marienberg und vom Mittleren Buntsandstein an der Helle, die sich oberhalb von Wülfingen östlich an die Finie anschließt. Diese Berghöhen am Unterlauf des Hallertales zwangen die Weser, das Hallertal zwischen Adensen und Wülfingen zu verlassen. Östlich von Adensen an der Hallerbrücke der Bundesstraße 3 mündete damals die Leine in die Weser.
Kleine Inseln aus hochragendem Gestein wurden von der Weser umspült: Felsen des Lias, auf denen die Stadt Eldagsen steht, und die bei Eldagsen liegenden Anhöhen Sonnenborn aus Mittlerem Keuper und Auf der Höhe aus Mittlerem und Oberem Keuper.
Die Gletscher der Elsterkaltzeit und der späteren Saalekaltzeit überlagerten das Hallertal und luden dort ihr mitgeführtes Geröll ab. Dadurch wurde das von der Weser freigewaschene und später mit Weserkies zugedeckte Flussbett verschüttet und 10 bis 45 Meter höher gelegt. Im Drenthe-Stadium der Saalekaltzeit entstanden Anhöhen zwischen dem Neuen Gehlenbach und dem Wülfinghauser Mühlenbach. Kalte Nordwinde von den Gletschern der Weichselkaltzeit lagerten Löss in Schichtstärken von 0,2 bis 2 m ab, der sich in oberen Bodenschichten zu Lehm umsetzte. Aufgrund der fruchtbaren Böden sind die gerodeten und trockengelegten Flächen des Hallertales vom Ackerbau geprägt; sie gehören zur Calenberger Lössbörde.

## Wassermühlen
An der Haller arbeiteten bis zur Mitte des 20. Jahrhunderts die drei Wassermühlen Alvesroder Mühle, Hallermühle (bei Mittelrode) und Rosenmühle (bei Adensen). Die Hallermühle wird nur noch zur Stromerzeugung genutzt (Stand: 2008). Aus der Flurnamenforschung lässt sich eine vierte Wassermühle an der Haller erschließen, deren Mühlengebäude aber nicht mehr besteht: die Gosemühle bei Alferde. Weitere Wassermühlen standen an Seitenflüssen der Haller. In der Deisterpforte stand eine Sägemühle.

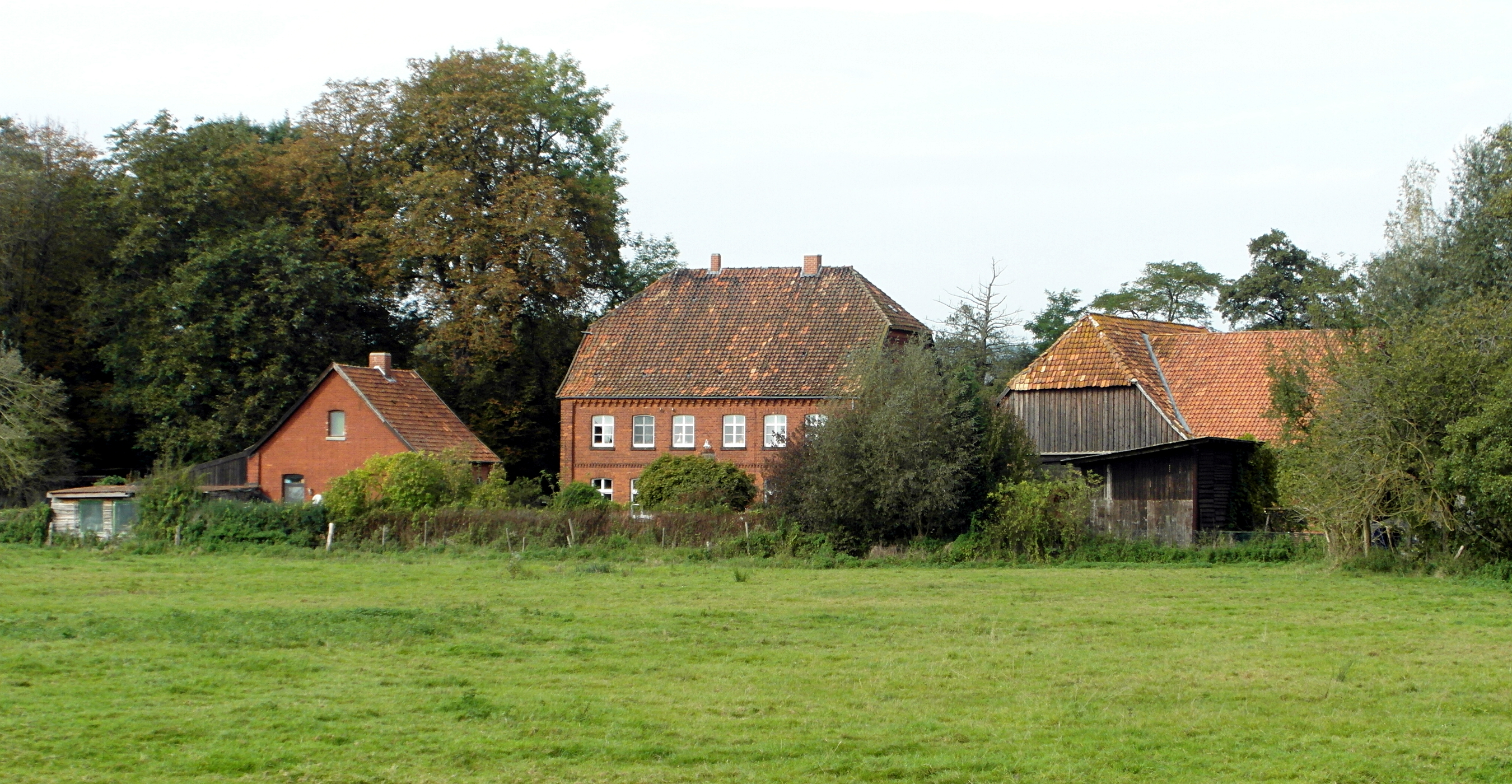
Die Hallermühle bei Mittelrode.

### Die Alvesroder Mühle
Die Alvesroder Wassermühle war eine Getreide- und Sägemühle.

### Die Hallermühle bei Mittelrode
Die Hallermühle gehörte früher zum Gut derer von Jeinsen (Gut I) in Gestorf. Das Baujahr ist unbekannt, erwähnt wird die Mühle das erste Mal 1766, als sie dem Müller Johann Müller als Erbenzins übertragen wurde. Damals wurde sie "Hallermühle" genannt. Der jetzige Bau wurde 1860 von dem Müller August Müller I erbaut. Die späteren Müller waren seine Nachkommen August Müller II, August Müller III und dessen Schwiegersohn E. Haase. Die Wassermühle arbeitete seit 1952 mit einer Wasserturbine und hatte je einen Mahl- und Schrotgang, ferner Elektrizitätserzeugung für den Eigenbedarf. Im Jahr 1964 gehörte sie dem Müller E. Haase. Die Mühle ist ein Baudenkmal.

### Rosenmühle und die Fischtreppe an der Haller
An der Haller steht noch heute südlich von Adensen die Rosenmühle. Diese Wassermühle wurde erstmals im Jahr 1282 als Eigentum der Familie von Adenoys erwähnt. Obereigentümer der Mühle war der Bischof von Minden. Nach dem Tode des letzten männlichen Eigentümers der Familie von Adenoys mit Namen Johannes II. kam die Rosenmühle nach der Heirat der Tochter von Johannes II. mit dem Grafen Gerhard von Hallermunt im Jahr 1322 in den Besitz der Grafen von Hallermunt in Hallerburg. Die Rosenmühle hatte zunächst ein oberschlächtiges Wasserrad und zwei unterschlächtige Wasserräder. Schließlich wurden die Wasserräder durch eine Wasserturbine ersetzt.
Am ursprünglichen Mühlhaus war noch das Rosenwappen der Erbauer zu sehen. Die Rosenmühle erhielt von diesem Wappen ihren Namen. Im Wohnhaus der Rosenmühle wurde am 17. April 1804 Rudolf Wiegmann, der spätere Professor an der Düsseldorfer Kunstakademie, geboren. Sein Großvater Johann Christoph Becker war 1773 bis 1815 Müller in der Rosenmühle. Das neue Mühlhaus wurde 1860 von Wilhelm Alrutz erbaut. Die Rosenmühle war in den Jahren 1523 bis 1852 die Zwangsmühle für die "Adenser Gohe" mit Ausnahme der Meierhöfe. Die Rosenmühle besaß die Mahlgerechtigkeit für die "Adenser Gohe", die die Orte Adensen, Alferde, Boitzum, Hallerburg, Holtensen, Sorsum, Wittenburg, Wülfingen und Wülfinghausen umfasste. Die Einwohner dieser Orte mussten ihr Korn in der Rosenmühle mahlen lassen. Die Rosenmühle wurde gleichzeitig als Sägewerk genutzt. Das Sägewerk mit einem Vertigalgatter stand westlich der Rosenmühle. Dort wurden Baumstämme zu Brettern verarbeitet.
Der Kolk wurde Mitte des 20. Jahrhunderts als Badeteich genutzt. Dort ertrank das Kind eines Angestellten der Rosenmühle aus Adensen.
Die Rosenmühle blieb bis zum Tod des Mühlenbesitzers Otto Alrutz im Jahr 1958 im Betrieb. 1960 wurde die Mühle an das "Kraftzuckerwerk Rosenmühle, Carl Göhmann K. G." verpachtet. Elsa Müller, die Witwe von Otto Alrutz, heiratete 1963 Gerhard Hallensleben. In den Jahren 1972 bis 1978 gehörte die Rosenmühle Johanna Kohrs geb. Remer. Frau Kohrs versuchte vergeblich, dort einen Campingplatz zu errichten. Ihre Bemühungen scheiterten, weil sie finanziell nicht in der Lage war, ein Klärwerk für die Campinggäste zu bauen.
Am 1. Februar 1978 kaufte das Christliche Jugenddorfwerk Deutschlands (CJD) die Gebäude der Rosenmühle und baute sie für ihre Zwecke aus. Ab 1979 nutzte die CJD-Jugenddorfschule in Elze die Gebäude der Rosenmühle als Internat und Trainingszentrum für Schüler mit Lern- und Leistungsschwächen. Nach der Schließung des Internats werden die Gebäude der Rosenmühle als Wohnhäuser genutzt.
Auf Initiative des Landes Niedersachsen beteiligte sich die Europäische Union an der Förderung des Projekts: "Die Herstellung der ökologischen Durchgängigkeit in der Haller an der Rosenmühle bei Adensen." Im Rahmen des Programms "Profil 2007 bis 2013" zur Förderung im ländlichen Raum Niedersachsen/Bremen wurde bei der Rosenmühle eine Fischtreppe in der Haller gebaut.

## Naturschutz
Der NABU Springe und andere Naturschutzgruppen haben seit etwa 1980 in der Hallerniederung zwischen Gestorf und Eldagsen über 20 Hektar Flächen für den Naturschutz erworben und naturnah umgestaltet. Diese Bemühungen werden kontinuierlich fortgesetzt. Es wurden bislang über 100.000,- Euro aufgewandt, wobei es sich zu einem großen Teil um öffentliche Zuschüsse und Spenden handelt. Außerdem haben die Stadt Springe und die Niedersächsische Landgesellschaft erhebliche Flächen als Ersatzleistungen (sog. Flächenpool) für vorhabenbezogene Beeinträchtigungen von Natur und Landschaft mit eingebracht.
Die positive Entwicklung dieser Naturschutzflächen wird durch regelmäßige Bestandserhebungen – insbesondere die der Vogelwelt – dokumentiert. Diese ergeben, dass das Gebiet eine zunehmende Bedeutung als Rastplatz für den Vogelflug einnimmt. In einem Winter haben hier über 300 Kraniche Station gemacht.

### Landschaftsplan und Flächennutzungsplan der Stadt Springe
Im Landschaftsplan der Stadt Springe wurden die Gewässer Alter Gehlenbach, Neuer Gehlenbach und Haller einschließlich der Auen zur ökologischen Entwicklung ausgewiesen und im Flächennutzungsplan als Flächen für Maßnahmen zum Schutz, zur Pflege und zur Entwicklung von Natur und Landschaft dargestellt. Im noch gültigen Landschaftsrahmenplan ist der Bereich nördlich von Eldagsen als besonders wertvoller Landschaftsraum dargestellt. Für den Bereich um das NSG „Zigeunerwäldchen“ wurde von der Region Hannover ein umfangreicher Landschaftsentwicklungsplan erstellt, und der NABU Springe hat – nachdem der Rat der Stadt Springe eine Trägerschaft abgelehnt hatte – mit Kostenübernahme in Höhe von ca. 30.000 Euro durch die Region Hannover einen Gewässerentwicklungsplan für die Haller in dem Bereich um das NSG „Zigeunerwäldchen“ erstellen lassen, mit dem Ziel, den ökologischen Zustand der Haller im Sinne der Europäischen Wasserrahmenrichtlinie zu verbessern.

### Renaturierung der Haller
Die Haller ist seit 1989 Teil des niedersächsischen Fließgewässerschutzsystems, als Hauptgewässer 2. Priorität des Verbindungsgewässers Leine in der Naturräumlichen Region Börden (als Hauptgewässer 1. Priorität für die Börden wurde die Rodenberger Aue eingestuft). Im Oberlauf sind statt der Haller Mühlenhaller und Ramke aufgrund größerer Naturnähe enthalten. In einer 10-seitigen Beschreibung wurde der Flusslauf beschrieben, gefährdete Tier- und Gefäßpflanzenarten zusammengestellt, Probleme und notwendige Maßnahmen beschrieben.
Die im Jahr 2000 in Kraft getretene Wasserrahmenrichtlinie der EU verlangt, dass alle Oberflächengewässer in einem guten chemischen und ökologischen Zustand sein sollen. Für die Haller gibt es dafür eine Fristverlängerung bis zum Jahr 2027. Da aber die EU-Richtlinie inzwischen in nationales Recht umgesetzt ist, ist die ursprüngliche Richtlinie jetzt rechtlich bindend. Seit dem Beginn des 21. Jahrhunderts wurden verschiedene Renaturierungsmaßnahmen an der Haller durchgeführt, etwa die naturnahe Umgestaltung des Flusses. Seit dem Jahr 2011 liegt der Plan eines Fachbüros vor. Seitdem hat der NABU nach eigener Darstellung Gespräche mit Anliegern, Realverbänden, Behörden und dem Eigentümer der Hallermühle in Mittelrode geführt. Der NABU in Springe beschreibt die Zielvorgabe der Renaturierung der Haller folgendermaßen:
- Ziel ist, die Lebensraumbedingungen für die gewässertypische Tier- und Pflanzenwelt so zu verändern, dass der gute ökologische Zustand des Flusses erreicht wird.[19]

Die Stadt Springe setzt das Projekt zur Renaturierung der Haller um. Es liegt in der Feldmark Springe zwischen der Kläranlage Springe und der Gemarkungsgrenze Alvesrode sowie flussaufwärts am Oberlauf der Ramke. Die Maßnahme erfolgen auf zahlreichen Flurstücken in der Gesamtgröße von 64.847 m², die im Rahmen eines Flurbereinigungsverfahrens zur Verfügung gestellt wurden und zum Zweck des Naturschutzes an drei Landwirte verpachtet sind.
Das Ziel der Renaturierung der Haller ist die ökologische Aufwertung der Gewässers und die Herstellung der durchgängigen Passierbarkeit von der Haller zur Ramke. Teilziele sind die Förderung der Eigendynamik, die Reduktion der hydraulischen Belastung, die Reaktivierung von Auenbereichen, die Verbesserung der Wassergüte, die Förderung der Artenvielfalt, die Aufhebung der Segmentierung des Gewässers, die optische Einbindung des Gewässerbiotops in die Landschaft und die Förderung des Erlebnis- und Erholungswertes.

### Naturschutzgebiet Zigeunerwäldchen
In früheren Jahrhunderten wurden die damals als Zigeuner bezeichneten Sinti und Roma nicht in die naheliegende Stadt Eldagsen eingelassen und mussten sich im sogenannten Zigeunerwäldchen aufhalten, das als Feuchtgebiet an der Haller brach, lag und landwirtschaftlich nicht genutzt werden konnte.
Die Niedersächsische Landgesellschaft erwarb das Naturschutzgebiet Zigeunerwäldchen an der Haller für einen Flächenpool. Es wurde auf den Verein Biotop-Management-Initiative e. V. übertragen. Das Naturschutzgebiet hat die Flächengröße 15,0 ha und das Kennzeichen NSG HA 115.

## Bildergalerie

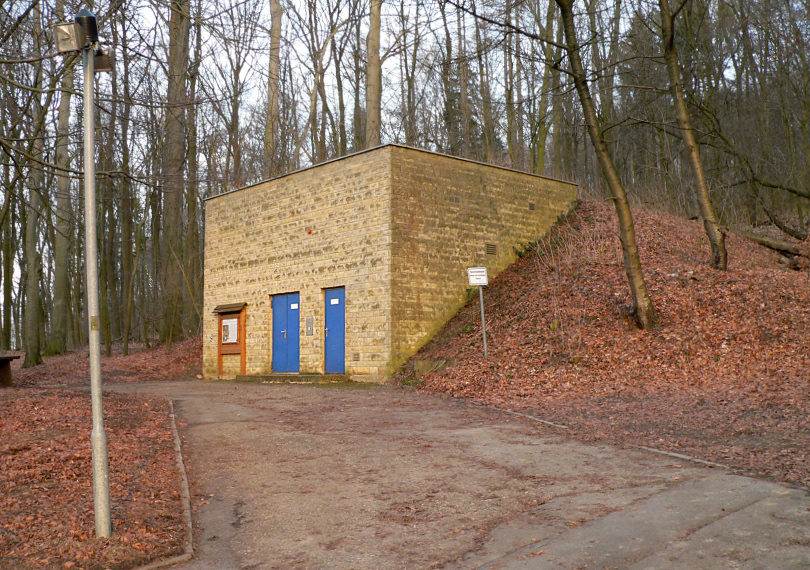
Brunnenhaus an der Quelle
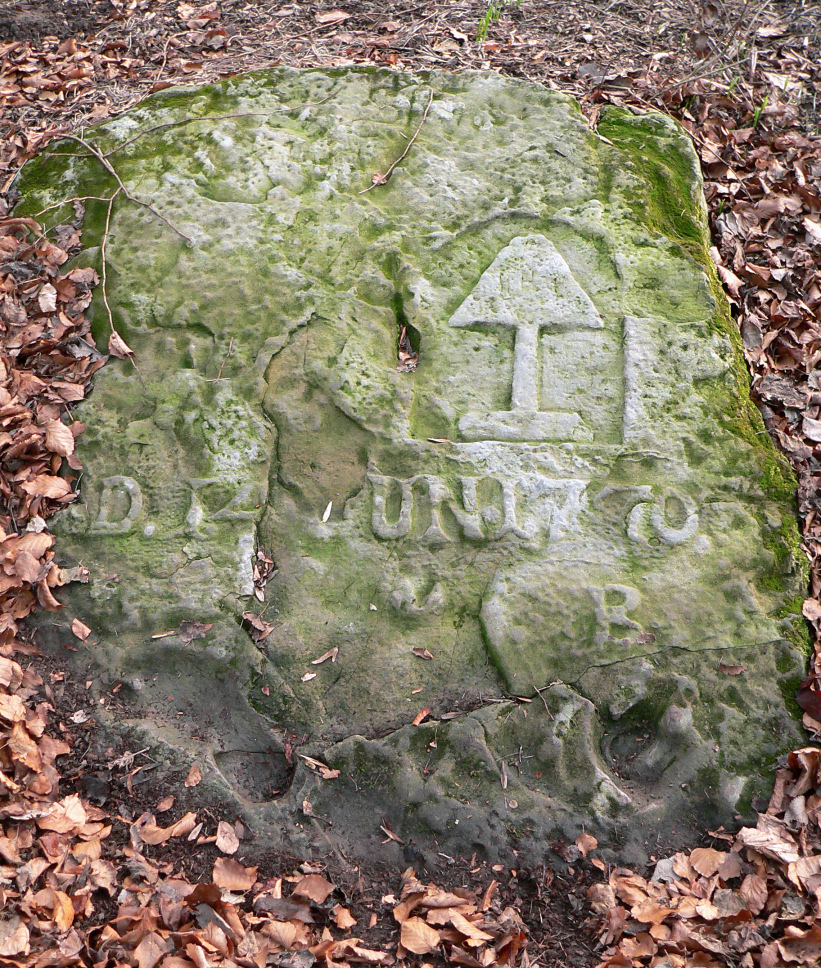
Teufelstein an der Hallerquelle
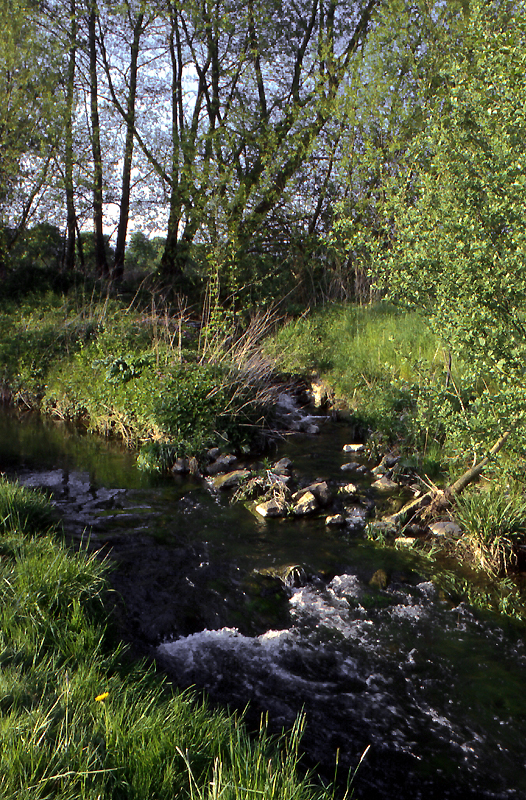
Mündung der renaturierten Ramke in die Haller, nahe der Kaiserallee
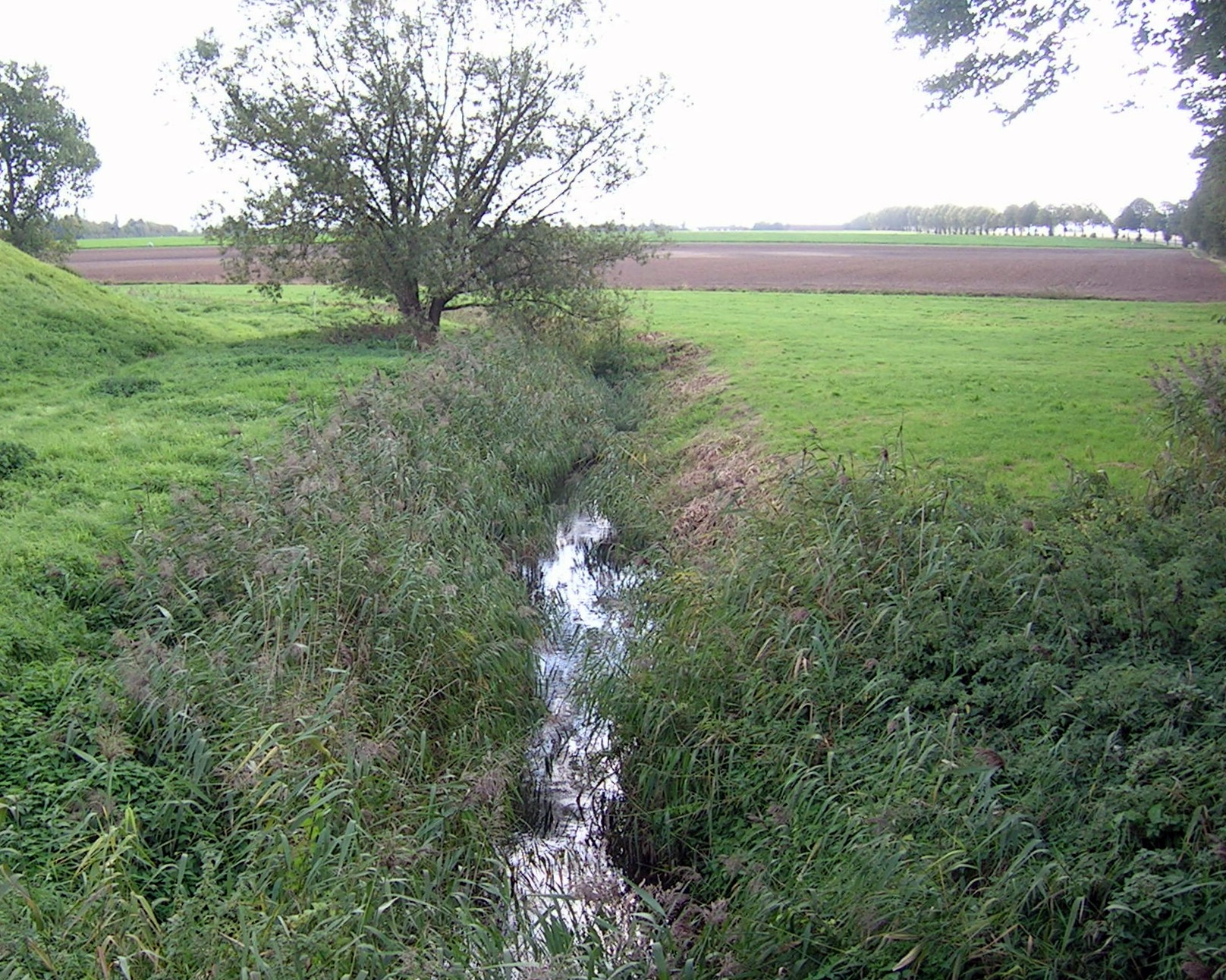
Haller bei Niedrigwasser an der B 3